# Szakácsi Sándor
Szakácsi Sándor (Budapest, 1952. május 20. – Budapest, 2007. március 7.) Jászai Mari-díjas magyar színész.

## Élete
Szakácsi Sándor és Merényi Margit gyermekeként, Budapesten született. Édesanyja 1988-ban öngyilkos lett. A színészet vonzásába tizenévesen a Pinceszínháznál, amatőrként került. Tanulmányait 1974-ben fejezte be a Színház- és Filmművészeti Főiskolán, Várkonyi Zoltán osztályában. Innen 1974–75-re a szolnoki Szigligeti Színházhoz szerződött, majd 1975–1987 között a Vígszínház társulatához tartozott. 1987–1989 között a József Attila Színházhoz szerződött. Ebben az időszakban részese volt a Rock Színház megalakulásának is. 1989-től 1992-ig szabadúszó színész, majd a Nemzeti Színház, illetve 2000-ben, az átnevezést követően is a Pesti Magyar Színház tagja volt. A prózai művektől a zenés darabokig, a stúdiódaraboktól a nagyszínpadig otthonosan mozgott.
Több színház vendégművésze is volt, így szerepelt a Rock Színház, Szabad Tér Színház, Új Színház, Gyulai Várszínház, Esztergomi Várszínház, Schütz Ila Színház előadásaiban is. Az Ivánka Csaba Alapítvány kuratóriumának tagja volt 2003-tól.
Színházi szerepei mellett számos televíziós filmben, tévéjátékban is kiemelkedőt alakított, de talán szinkronszínészként volt a legismertebb. Ez utóbbiként jellegzetes orgánuma miatt évtizedeken át, egészen haláláig rengeteget foglalkoztatták.
2007. március 7-én, 54 éves korában hunyt el, hosszú, súlyos betegsége következtében. 2007. március 22-én a Farkasréti temetőben búcsúztatták, kívánságára hamvait Rodosznál a Földközi-tengerbe szórták.

### Családja
1976-ban házasodott össze Szerencsi Évával, azonban hamarosan elváltak. Gyermeket vártak, azonban úgy döntöttek nem tartják meg a babát.

## Emlékezete

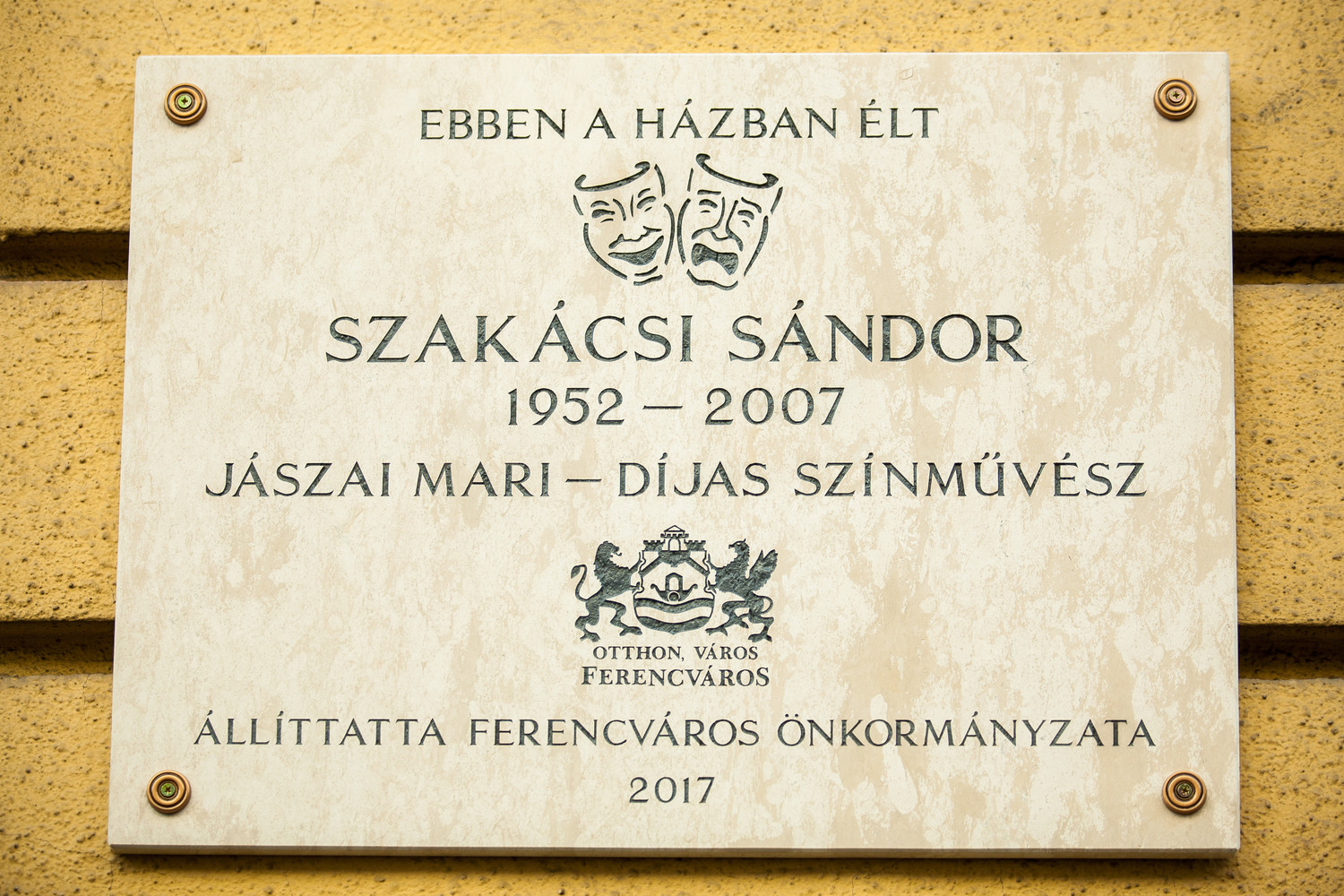
Emléktábla Szakácsi Sándor egykori lakóhelyénél az avatás után, 2017

1998-ban Győri Magda írt róla „Thália szélmalmai között” – Szakácsi Sándor címmel portré-kötet, továbbá a „Ki hogyan csinálja?” riportkönyvében rendhagyó módon is megismerhető a színművész.
A pécsváradi várszínház mellett emlékére 2007. augusztus 16-án egy gesztenyefát ültettek színésztársai, barátai és tisztelői, hiszen több éven át járt a Magyar Színház társulatával a településen. A Művelődési Központban található egy óarany színű emléktábla, amire a művész kedvenc idézetét vésték: „A titkot űztük mindahányan, s napra értünk végre, földlakók...”
Ferencváros Önkormányzata magánkezdeményezésre 2017. június 19-én emléktáblát avatott egykori lakóhelyén, Budapest IX. kerületében, a Boráros tér 2. számú ház, Lónyay utcai frontján, melyet Strausz György kőfaragóval készíttetett el.

## Színházi szerepei
- Kós Károly: István király...Béla
- B. Turán Róbert: Madarak röpte....Agamemnón
- Déry-Pós: Képzelt riport egy amerikai pop-fesztiválról....Frantisek; József
- Frisch: Don Juan, avagy a geometria szerelme....Kardos unokafivér
- Weingarten: A nyár....Hagymaőfensége; Félcseresznye
- Sautter: Tűzijáték....Alex Obolski
- Miller: A salemi boszorkányok....Danforth
- Szigligeti Ede: Liliomfi....Liliomfi
- Baum: Óz, a nagy varázsló....Totó
- Suassuna: A kutya testamentuma....Joao Grillo
- Brecht: Állítsátok meg Arturo Uit!....Giuseppe Gobbola
- Plenzdorf: Az ifjú W. újabb szenvedései....Willi
- Csurka István: Eredeti helyszín....Operatőr
- Tolsztoj: Kreutzer szonáta....Truhacsevszkij
- Keresztury Dezső: Nehéz méltóság....De Guitry márki
- Euripidész: Oresztész....Püladész
- Bond: Fej vagy írás....Az öregember fia
- Katona Imre: Magyar passió....
- Páskándi Géza: Távollevők....Harmadik magyar katona
- Molnár Ferenc: Az üvegcipő....Császár Pál
- Arisztophanész: Plutosz....Második kartag; Agathon; Hermész
- Gombrowicz: Operett....Fior mester
- Örkény István: Pisti a vérzivatarban....MÉG EGY FÉRFI
- Györe Imre: Orfeo szerelme....Orfeo
- Plautus: Az ikrek....Menaechmus II.
- Steinbeck: Egerek és emberek....George
- Kleist: Homburg hercege....Georg von Sparren gróf
- Congreve: Szerelmet szerelemért....Jeremiás
- Čapek: Két fűszál a világ....Csavargó
- Rice: Evita....Che
- Bulgakov: Őfelsége komédiása....Zacharie Moirron
- Füst-Valló: A sanda bohóc....Bubika
- Vörösmarty Mihály: Csongor és Tünde....Csongor
- Várkonyi Mátyás-Miklós Tibor: Sztárcsinálók....Kiprios - Jézus
- Crommelynck: Forrón és hidegen....Odilon
- Sarkadi Imre: Kőműves Kelemen....Boldizsár
- Kipling: Maugli....Bagira
- Móricz Zsigmond: Úri muri....Parragh
- Székely János: Vak Béla király....Belos
- Kiss Irén: Csontváry (A világhódító hun)....Csontváry
- William Shakespeare: Szentivánéji álom....Lysander
- Miklós Tibor: Üvöltés....Srác
- Szörényi-Bródy: István, a király....Sur
- Weöres Sándor: A kétfejű fenevad, avagy Pécs 1686-ban....
- Heym: A krónikás....Ethán
- Comden-Geen: Taps....Bill Sampson
- Gáspár János: Csavargók....
- Dobozy Imre: A tizedes meg a többiek....Szijjártó
- Rejtő Jenő: A láthatatlan légió....Gorcsev Iván
- Pataki Éva: Edith és Marlene....Leplee rendőrfőnök; Raymond; Marcel; Theo
- Krúdy Gyula: A vörös postakocsi....Rezeda Kázmér
- Lope de Vega: Sevilla csillaga....Don Sancho Ortiz
- Munkácsi Miklós: Lisszaboni eső....Doktor
- Shakespeare: Macbeth....Macduff; Banquo
- Leigh-Wasserman: La Mancha lovagja....Don Quijote
- Goldman: Az oroszlán télen....Gottfréd
- Rose-Furber: Me and My Girl....Bill
- Gáspár Margit: A császár messze van....Figurás
- Páskándi Géza: A költő visszatér....Wilhelm Grünne
- Kiss Irén: Álmodtam egy várost....Sándor
- Száraz György: A megközelíthetetlen....Robespierre
- Shakespeare: Vízkereszt, vagy amit akartok....Malvolio
- Vitéz-Vadnai: Meseautó....Szűcs János
- Szerb Antal: Úriember, jó kriptából....Sir Owen Pendragon; Sir Asaph Pendragon
- Szomory Dezső: Botrány az Ingeborg koncerten....Ole Ingeborg
- Wedekind: A hőstenor....Dühring
- Csehov: Sirály....Trigorin
- Strindberg: Júlia kisasszony....Jean
- Moreto y Cabaňa: Donna Diana....Don Carlos herceg
- Shakespeare: II. Richard - Királyálom....Richard
- Páskándi Géza: Tornyot választok....Apáczai Csere János
- Katona József: Bánk bán....Biberach
- Határ Győző: Elefántcsorda....Vizsgálati fogoly
- Illyés Gyula: Különc....Karlovitz
- Shakespeare: Hamlet, dán királyfi....Hamlet
- Wyspiański: Menyegző....Orr
- Pilinszky János: I. Urbi et Orbi....
- Tamási Áron: Tündöklő Jeromos....Tündöklő Jeromos
- Sarkadi Imre: Oszlopos Simeon avagy Lássuk, uramisten, mire megyünk ketten....Kiss János
- Páskándi Géza: Vendégség....Socino világjáró teológus; Dávid Ferenc
- Szomory Dezső: Bella....Gróf Thurein-Ernőffy Károly
- Shakespeare: Tévedések vígjátéka....Solinus herceg
- Gárdonyi Géza: Egri csillagok....Dobó István
- Szentmihályi Szabó Péter: A kiátkozott....Kézai Simon
- Peter Weiss: Jean-Paul Marat üldöztetése és meggyilkolása, ahogy a charentoni elmegyógyintézet színjátszói előadják De Sade úr betanításában....De Sade márki
- Bornemisza Péter: Magyar Elektra....Mester
- Balassi Bálint: Szép magyar komédia....Prológus és Licida
- Szabó Magda: Régimódi történet....Jablonczay Kálmán
- Hubay Miklós: Hová lett a rózsa lelke? (Nizsinszki)....Wilson
- Szalkay-Orbán: Pikkó hertzeg....Nagy bűbájos
- Molière: A nők iskolája....Arnolf
- Pozsgai Zsolt: Boldog Asztrik küldetése....Asztrik apát
- Bulgakov: Álszentek összeesküvése....XIV. Lajos
- Shakespeare: Falstaff (IV. Henrik)....Yorki érsek
- Gogol: Az orr....Kovaljov Koll
- Carlo Goldoni: Mirandolina....Forlipopoli őrgróf
- Shakespeare: A windsori víg nők....Page
- Crémieux-Halévy: Orfeusz az alvilágban....Jupiter
- Patrick: Teaház az augusztusi holdhoz....
- Tamási Áron: Vitéz lélek....Lázár
- Dear: Hatalom....Fouquet
- Rejtő-Schwajda: A néma revolverek városa....Dr. Gonzales
- Nordby: Jégszirom....Bűbájos
- Földes Imre: Viktória....Webster
- Pozsgai Zsolt: Szeretlek, fény....Álmos
- Csengey Dénes: A cella - Magister Villon nem adja meg magát....Villon

## Lemezek, hangoskönyvek

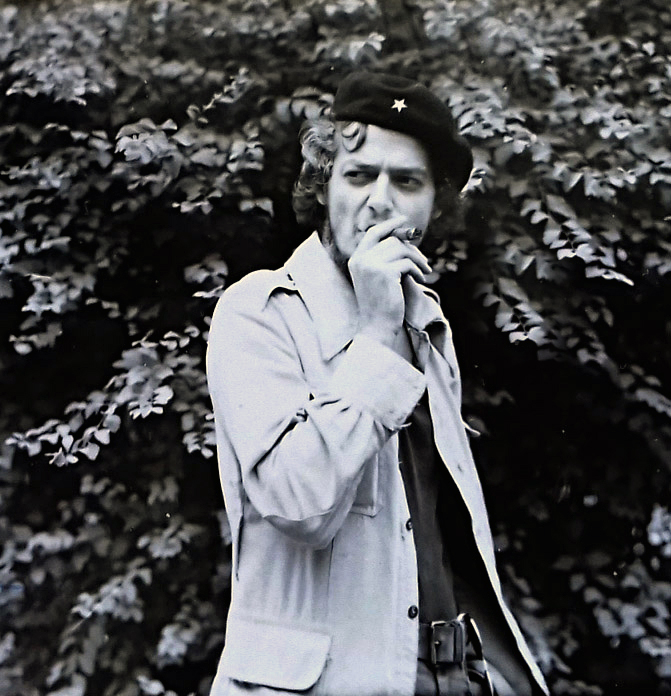
Rózsavölgyi Gyöngyi felvétele

- 2006 Bodor Ádám: Sinistra körzet (Előadók: Balkay Géza, Szakácsi Sándor) – hangoskönyv[17]
- 2004 Frank Mungeam: Terheskönyv kispapáknak (Előadó: Szakácsi Sándor) – hangoskönyv[17]
- 2004 Horgas Béla, Döme Zsolt: Naplopó és Lókötő (Előadók: Császár Angela, Márkus László, Szakácsi Sándor, Székhelyi József, Sörös Sándor) – lemez[18]
- 2000 Koltay Gábor: Kell még egy szó – zenei és hangzó dokumentum[18][19]
- 1993 István, a király rockopera Boldizsár Miklós „Ezredforduló” című drámája nyomán – zenei CD lemez[18][19]
- 1989 Presser Gábor, Csetényi Anikó: Az eltérített télapó – zenés mesejáték[18]
- 1986 Gallai Péter, Fábri Péter dalai: Megvagyok (Előadó: Szakácsi Sándor) – lemez[18]
- 1985 Karinthy Frigyes, Jávor Ottó: Kópiatár – Diákkönyvtár hangszalagon 97: Akit már régen elhagyott a hang...[18]
- 1984 Kemény Gábor: A krónikás, részletek – lemez[18]
- 1982 Várkonyi Mátyás – Miklós Tibor: Sztárcsinálók keresztmetszet (Pepita SLPX 17702)

## Filmjei
| - Velünk kezdődik minden (1973) - A palacsintás király (1973) - Pirx kalandjai (1973) - Ejnye Cecília! (1973) - Nincs többé férfi (1974) - Pocok, az ördögmotoros (1974) - Néhány első szerelem története (1974) - Felelet (1975) - A bunker (1978) - Hosszú levél (1980) - Petőfi (1981) - Mikkamakka, gyere haza! (1982) - A tenger (1982) - A sárkány menyegzője (1982) - Linda (1984) - Vásár (1985) - Egy lócsiszár virágvasárnapja (1985) - Zenés TV Színház (1986) - Ítéletidő (1987) - Kés van nálam (hosszú) (1988) - Az angol királynő (1988) - A védelemé a szó (1988) - Peer Gynt (1988) - A megközelíthetetlen (1989) - Julianus barát (1991) - Edith és Marlene (1992) - Titkos szeretők (2000) - Kisváros (2001) - Magyarország Nemzeti Parkjai (2003) narrátor - Jóban Rosszban (2005) | \| - Fehér sereg (1971) - Illatos út a semmibe (1974) - Amerikai cigaretta (1978) - Kihajolni veszélyes! (1978) - A kedves szomszéd (1979) - Útközben (1979) - Utolsó előtti ítélet (1980) - Kojak Budapesten (1980) - Haladék (1980) - Viadukt (1983) - Hatásvadászok (1983) - Elveszett illúziók (1983) - István, a király (1984) - Eszkimó asszony fázik (1984) - Yerma (1984) - Redl ezredes (1985) - Szirmok, virágok, koszorúk (1985) - Képvadászok (1986) - Napló szerelmeimnek (1987) - Napló apámnak, anyámnak (1990) \| - Magyar rekviem (1990) - Szoba kiáltással (1990) - Halál sekély vízben (1994) - Az álommenedzser (1994) - A vád (1996) - A rózsa vére (1998) - A napfény íze (1999) - Sobri (2002) - A Szent Lőrinc folyó lazacai (2003) - Montecarlo! (2004) - A két Bolyai (2006) - Thelomeris (2006) - Csendkút (2007) \| |
| - Fehér sereg (1971) - Illatos út a semmibe (1974) - Amerikai cigaretta (1978) - Kihajolni veszélyes! (1978) - A kedves szomszéd (1979) - Útközben (1979) - Utolsó előtti ítélet (1980) - Kojak Budapesten (1980) - Haladék (1980) - Viadukt (1983) - Hatásvadászok (1983) - Elveszett illúziók (1983) - István, a király (1984) - Eszkimó asszony fázik (1984) - Yerma (1984) - Redl ezredes (1985) - Szirmok, virágok, koszorúk (1985) - Képvadászok (1986) - Napló szerelmeimnek (1987) - Napló apámnak, anyámnak (1990) | - Magyar rekviem (1990) - Szoba kiáltással (1990) - Halál sekély vízben (1994) - Az álommenedzser (1994) - A vád (1996) - A rózsa vére (1998) - A napfény íze (1999) - Sobri (2002) - A Szent Lőrinc folyó lazacai (2003) - Montecarlo! (2004) - A két Bolyai (2006) - Thelomeris (2006) - Csendkút (2007) |

## Szinkronszerepei
Zuhanás a szerelembe (Robert de Niro) 
| Kevin Costner hangjaként: - Aki legyőzte Al Caponét - Baseball bikák - Revans - Farkasokkal táncoló - JFK – A nyitott dosszié - A háború - Wyatt Earp - A jövő hírnöke - Üzenet a palackban - 13 nap - Hegyek pokla - Robin Hood, a tolvajok fejedelme - Waterworld – Vízivilág - Fejjel a falnak - Azt beszélik - A pálya csúcsán Jeremy Irons hangjaként: - Mennyei királyság - Die Hard 3. - Az élet mindig drága - A negyedik angyal - Casanova (2005) - Az időgép - Eragon - Csodálatos Júlia - Vasálarcos - Swann szerelme Bruce Willis hangjaként: - Die Hard 2. - Még drágább az életed - Ocean’s Twelve – Eggyel nő a tét - Armageddon - Hatodik érzék - A Nap könnyei - A sebezhetetlen - A kölyök Steven Seagal hangjaként: - Nico - Törvényre törve - Halálra jelölve - Ölve vagy halva - Száguldó erőd - Félholt - A hazafi - Sebhelyek Richard Gere hangjaként: - Az első lovag - Amerikai dzsigoló - Nincs kegyelem - A hűtlen - Dr. T és a nők - A Sakál - Megszólít az éjszaka - Ősz New Yorkban - Oltári nő - Chicago Klaus Maria Brandauer hangjaként: - Mephisto - Redl ezredes - Hanussen - Távol Afrikától [DVD] | James Woods hangjaként: - Csak lazán! - New York lángokban – A Rudy Giuliani-sztori - Vámpírok - Jobb ma egy zsaru, mint holnap kettő - A specialista Robert Redford hangjaként: - Kémjátszma - Távol Afrikától - Az emberrablás - A Keselyű három napja (2. szinkron) - A hírek szerelmesei John Malkovich hangjaként: - Veszedelmes viszonyok - A gonosz csábítása - A keménykötésűek Dan Aykroyd hangjaként: - Evolúció - Csőre töltve - Marslakó a mostohám - Csúcsfejek Dustin Hoffman hangjaként: - Aranyoskám - Vírus - Kramer kontra Kramer - Vejedre ütök Michael Douglas hangjaként: - San Francisco utcáin, sorozat - Szerelem a Fehér Házban - Ne szólj száj! Tim Allen hangjaként: - Összekutyulva - Télapu 1-2. - Kelekótya karácsony - Szegény embert az amish húzza Christopher Lambert hangjaként: - Hegylakó 2. – A visszatérés - Hegylakó 3. – A mágus - Hegylakó 4. – A játszma vége - Fortress: 33 emelet mélyen a pokolban - Metamorfózis Michael York hangjaként: - A három testőr - A Zeppelin - Austin Powers Mickey Rourke hangjaként: - Angyalszív (Harry Angel) - Törzsvendég (Henry Chinaski) - Vad orchideák (James Wheeler) - Vörös köd (Ed Altman) - Az esőcsináló (Csonttörő Stone) - Sűrűbb, mint a vér (Frank Larkin atya) - Rendőrbosszú (Jack Bracken) - A sárkány éve (Stanley White kapitány) | Mások szinkronhangjaként: - Álmomban már láttalak (Ralph Fiennes) - A napfény íze (Ralph Fiennes) - Batman: Kezdődik! (Liam Neeson) - Atomcsapda (Liam Neeson) - Időzített bomba (Jeff Bridges) - Vágta (Jeff Bridges) - A szerelem tengere (Al Pacino) - Serpico (Al Pacino) - Léon, a profi (Jean Reno) - Mission: Impossible (Jean Reno) - Pókember 1-2. (Willem Dafoe) - XXX 2. (Willem Dafoe) - Édes vízi élet (Bill Murray) - Szellemirtók 2. (Bill Murray) - Ponyvaregény (Peter Greene) - A Maszk (Peter Greene) - Total Recall – Az emlékmás (Michael Ironside) - A gépész (Michael Ironside) - Harry Potter film 2. és 4. részében (Jason Isaacs) - Pán Péter (2003) (Jason Isaacs) - Az arc nélküli ember (Mel Gibson) - Hamlet (Mel Gibson) - Arábiai Lawrence (Peter O’Toole) - Butch Cassidy és a Sundance kölyök (Paul Newman) - Bosszúvágy (Steven Keats) - A nagy trükk (Gabriel Byrne) - Twin Peaks, sorozat (Kyle MacLachlan) - Miami Vice, sorozat (Don Johnson) - Csak öt után (José Garcia) - A Gyűrűk Ura III. – A király visszatér (John Noble) - Vadiúj vadnyugat (Kenneth Branagh) - Babylon 5, sci-fi sorozat, 1. évad (Michael O’Hare) - Doktor House, sorozat (Hugh Laurie) - Konvoj (Kris Kristofferson) - Időzavarban (Denzel Washington) - Az ördögűző (Jason Miller) - Büszkeség és balítélet, BBC tv-sorozat (Colin Firth) - Tövismadarak, sorozat (Richard Chamberlain) - Dutyi dili (Gene Wilder) - Pár dollárral többért (Clint Eastwood) - Ami sok, az sokk (Tom Hanks) - Psycho (Anthony Perkins) - Féktelenül (Joe Morton) - A Keresztapa (James Caan) - Casino (Robert De Niro) - Mission: Impossible III (Philip Seymour Hoffman) - Kalózok háborúja (Terence Hill) - True Lies – Két tűz között (Tom Arnold) - Gigi (Louis Jourdan) - Nincs alku (Kevin Spacey) - Fantasztikus labirintus (David Bowie) - Good Will Hunting (Stellan Skarsgård) - A piszkos tizenkettő (John Casavettes) - Frida (Alfred Molina) - Füst (William Hurt) - A betörés nagymestere (Gérard Lanvin) - Némó kapitány (James Mason) - Tízparancsolat, 1956 (Mózes, Charlton Heston) - Quo Vadis?, 1985 olasz tévéfilmsorozat (Nero, Klaus Maria Brandauer) - Zuhanás a szerelembe (Robert de Niro) |

## Rádió, hangjáték
- Lengyel Balázs: A szebeni fiúk (1977)
- A magyar humor és szatíra története: Elvújítók - nyelvújítók (1977)
- Zygmunt Kraszinski: Istentelen színjáték (1979)
- Iván Pál: "Óh! Szabadság, hadd nézzünk szemedbe!" (1981)
- Pállya István: Ravaszy és Szerencsés (1982)
- Balázs Béla: Doktor Szélpál Margit
- Heijermans, Herman: Remény (1983)
- Ottlik Géza: Minden megvan (1983)
- Thury Zoltán: Katonák (1983)
- Anderson, Edith: Martin Luther King élete és halála (1984)
- Vészi Endre: Jóisten farmerban (1984)
- Csetényi Anikó: A sárkány hét feje (1985)
- Móricz Zsigmond: Murányi kaland (1985)
- Walter Scott: A lammermoori nász (1985)
- Hernádi Gyula: Gólem (1986)
- Nemes István: Rallye (1986)
- Traven: Halálhajó (1986)
- Csetényi Anikó: Az eltérített télapó (1988)
- Bulgakov, Mihail: Morfium (1988)
- Száraz György: A megközelíthetetlen (1988)
- Yeats, William Butler: Írás az ablaküvegen (1990)
- Krúdy Gyula: Madárijesztő Manó kalandjai (1994)
- Tandori Dezső: K.u. Confusionarius (1996)
- Zalán Tibor: A vak (1996)
- Balázs Attila: Ki tanyája ez a nyárfás?, rendezte: Surányi András (1997) Milorád, Marika élettársa szerepében
- Márquez, Gabriel García: Szerelemről és más démonokról (1998)
- Kopányi György: Éjszakai őrjáratok (1999)
- Vajda István: A fekete tükör (2000)
- Federico Fellini: A legnagyobb találmány (2001)
- Gosztonyi János: Az ördög láncán (2003)
- Nagy András: Arad, éjjel (2003)
- Újszállási Lajos: A Garami-dosszié (2003)
- Molnár Ferenc: A zöld huszár (2004)
- Borbély Szilárd: Hans Christian Boldog Élete (2005)
- Edgar Allan Poe: Arthur Gordon Pym, a nantucketi tengerész elbeszélése

## Díjai
- Jászai Mari-díj (1985)
- Hegedűs Gyula-emlékgyűrű (1986)
- Őze Lajos-díj (1992)
- Erzsébet-díj (1994)
- Veszprémi Tévé Találkozó – legjobb férfi alakítás díja (1994[20])
- Ivánka Csaba-díj (2000)
- ATV művészdobogó (2001)
- Sík Ferenc Emlékplakett (2002)
- Főnix díj (2003)